# Mozart Soriano Aderaldo
Mozart Soriano Aderaldo (Brejo, 22 de abril de 1917 — Fortaleza, 25 de junho de 1995) foi um jurista, historiador, professor, jornalista, crítico literário, genealogista e poeta brasileiro. Formou-se em Ciências Jurídicas e Sociais pela Faculdade de Direito do Ceará em 1940 e exerceu cargos como o de prefeito de Senador Pompeu, diretor da Imprensa Oficial do Ceará, consultor jurídico do Ceará e ministro do Tribunal de Contas do Ceará. Foi professor da Universidade Federal do Ceará e integrou o Grupo Clã, além de ter sido presidente do Instituto do Ceará e da Academia Cearense de Letras. Publicou obras como "História Abreviada de Fortaleza" (1974), "Velhas Receitas da Cozinha Nordestina" (1963) e "Livros e Idéias" (1954).
| Mozart Soriano Aderaldo | Mozart Soriano Aderaldo | Mozart Soriano Aderaldo | Mozart Soriano Aderaldo |
| ----------------------- | --- | --- | --- |
| Inserir Foto            | | | |
| Nascimento              | 22 de abril de 1917, na cidade de Brejo, no Maranhão. | 22 de abril de 1917, na cidade de Brejo, no Maranhão. | 22 de abril de 1917, na cidade de Brejo, no Maranhão. |
| Morte                   | 25 de junho de 1995, em Fortaleza. | 25 de junho de 1995, em Fortaleza. | 25 de junho de 1995, em Fortaleza. |
|                         | | | |
| Formação                | Ciências Jurídicas e Sociais pela Faculdade de Direito do Ceará em 1940 | Ciências Jurídicas e Sociais pela Faculdade de Direito do Ceará em 1940 | Ciências Jurídicas e Sociais pela Faculdade de Direito do Ceará em 1940 |
| Ocupação                | Mozart Soriano Aderaldo foi jurista, professor, jornalista, escritor, crítico literário, genealogista, poeta, historiador. Ele também exerceu cargos como prefeito, diretor da Imprensa Oficial, consultor jurídico e ministro do Tribunal de Contas do Estado do Ceará. | Mozart Soriano Aderaldo foi jurista, professor, jornalista, escritor, crítico literário, genealogista, poeta, historiador. Ele também exerceu cargos como prefeito, diretor da Imprensa Oficial, consultor jurídico e ministro do Tribunal de Contas do Estado do Ceará. | Mozart Soriano Aderaldo foi jurista, professor, jornalista, escritor, crítico literário, genealogista, poeta, historiador. Ele também exerceu cargos como prefeito, diretor da Imprensa Oficial, consultor jurídico e ministro do Tribunal de Contas do Estado do Ceará. |
| Distinções              | Mozart Soriano Aderaldo recebeu a Medalha Mozart Soriano Aderaldo. Ele também foi Secretário de Administração do Ceará. Foi presidente do Instituto do Ceará e da Academia Cearense de Letras, ocupando a cadeira número 19. Fez parte do Grupo Clã, um grupo de intelectuais cearenses. Ele publicou obras como "História Abreviada de Fortaleza" (1974), "Velhas Receitas da Cozinha Nordestina" (1963), "Livros e Idéias" (1954) e "A Praça" (1989). | Mozart Soriano Aderaldo recebeu a Medalha Mozart Soriano Aderaldo. Ele também foi Secretário de Administração do Ceará. Foi presidente do Instituto do Ceará e da Academia Cearense de Letras, ocupando a cadeira número 19. Fez parte do Grupo Clã, um grupo de intelectuais cearenses. Ele publicou obras como "História Abreviada de Fortaleza" (1974), "Velhas Receitas da Cozinha Nordestina" (1963), "Livros e Idéias" (1954) e "A Praça" (1989). | Mozart Soriano Aderaldo recebeu a Medalha Mozart Soriano Aderaldo. Ele também foi Secretário de Administração do Ceará. Foi presidente do Instituto do Ceará e da Academia Cearense de Letras, ocupando a cadeira número 19. Fez parte do Grupo Clã, um grupo de intelectuais cearenses. Ele publicou obras como "História Abreviada de Fortaleza" (1974), "Velhas Receitas da Cozinha Nordestina" (1963), "Livros e Idéias" (1954) e "A Praça" (1989). |
| Religião                | Católica | Católica | Católica |

Mozart Soriano Aderaldo, um nome que ecoa nos corredores da história e da cultura cearense, foi um intelectual de múltiplos talentos e paixões. Nascido em Brejo, Maranhão, em 22 de abril de 1917, ele construiu uma trajetória rica e diversificada, deixando um legado significativo para o Ceará, estado que adotou como seu.
Sua formação acadêmica em Ciências Jurídicas e Sociais pela Faculdade de Direito do Ceará, em 1940, abriu caminho para uma carreira de sucesso no âmbito jurídico. Ocupou cargos importantes como prefeito de Senador Pompeu, diretor da Imprensa Oficial, consultor jurídico e ministro do Tribunal de Contas do Ceará. No entanto, sua atuação transcendeu o universo jurídico, abrangendo áreas como o ensino, a literatura e o jornalismo.
Professor da Universidade Federal do Ceará, Aderaldo dedicou-se a compartilhar seu conhecimento e inspirar novas gerações. Apaixonado pela história e cultura do Ceará, tornou-se membro efetivo do Instituto do Ceará em 1950, ocupando a presidência da instituição em dois mandatos. Sua incansável pesquisa genealógica resultou na publicação de "Minha Árvore Genealógica" em 1950, uma obra que desvenda suas raízes familiares e contribui para o estudo da genealogia cearense.
Escritor prolífico, publicou obras que se tornaram referência, como, por exemplo: "História Abreviada de Fortaleza", "Velhas Receitas da Cozinha Nordestina", "Livros e Idéias", "No mar de TIberíades" e "A Praça". Seu talento literário o levou à Academia Cearense de Letras, onde ocupou a cadeira número 19, cujo patrono é o poeta José Albano. Aderaldo integrou o Grupo Clã, um coletivo de intelectuais cearenses que marcou a cena cultural do estado.
Mozart Soriano Aderaldo faleceu em Fortaleza, em 25 de junho de 1995, deixando um legado inestimável para a cultura cearense. Sua vida e obra refletem um profundo amor pelo Ceará, sua história e seu povo. Aderaldo foi um intelectual completo, que dedicou sua vida ao estudo, à pesquisa e à preservação da memória e da identidade cearense.
Obras Literárias
Mozart Soriano Aderaldo foi um autor prolífico, com uma vasta produção literária que abrangeu diversos gêneros e temas. Abaixo estão algumas de suas obras mais importantes, com informações sobre suas edições e impacto na sociedade da época:
"Colonização das Terras Devolutas do Ceará" (1949)
Esta obra, publicada na "Revista do Instituto do Ceará" em 1948 e posteriormente em formato de separata em 1949, analisa o sistema de colonização implementado pelo governo mineiro no Ceará. O trabalho de Aderaldo demonstra sua preocupação com as questões sociais e econômicas do estado, e sua busca por entender os processos históricos que moldaram a realidade cearense. A obra contribuiu para o debate sobre a questão da terra no Ceará e para a compreensão do impacto das políticas de colonização na região.
"Apoemas" (1949)
Publicado em parceria com José Stênio Lopes, "Apoemas" é um livro de versos modernos que gerou reações diversas entre os críticos da época. A obra, ilustrada por Barbosa Leite, demonstra a versatilidade de Aderaldo e sua busca por novas formas de expressão poética. A ousadia dos versos e a temática abordada em "Apoemas" contribuíram para o debate sobre a modernidade na literatura cearense e para a inserção de novas vozes no cenário literário do estado.
"Minha Árvore Genealógica" (1952)
Fruto de uma extensa pesquisa genealógica, "Minha Árvore Genealógica" traça a história familiar de Mozart, desde seus ancestrais até o nascimento de sua filha Melânia em 1950. A obra revela o interesse de Aderaldo pela história familiar e pela preservação da memória. O livro se tornou uma referência para o estudo da genealogia cearense e inspirou outros pesquisadores a investigarem suas próprias raízes familiares.
"Livros e Idéias" (1954)
Esta coletânea de ensaios e críticas literárias, publicada em 1954, recebeu o Prêmio Farias Brito da Prefeitura Municipal de Fortaleza. A obra demonstra a erudição de Aderaldo e sua capacidade de análise crítica da literatura. "Livros e Idéias" consolidou a posição de Aderaldo como um dos principais críticos literários do Ceará e influenciou o debate sobre a literatura brasileira na época.
"Rolins, Cartaxos e Afins" (1960)
Ele detalha a descendência da família da esposa de Mozart Soriano Aderaldo, Ana Sales Cartaxo. A pesquisa genealógica abrange as famílias Rolins, Cartaxos e outras famílias relacionadas, com informações que remontam ao século XVIII. O documento inclui informações como nomes, profissões, datas de nascimento e falecimento, e casamentos de diversos membros da família. Grande parte da árvore genealógica se concentra na região de Cajazeiras, no Ceará. O objetivo de Aderaldo ao elaborar essa árvore genealógica, como ele mesmo menciona em "Minha Árvore Genealógica" (1952), era contribuir para o estudo da genealogia cearense e auxiliar pesquisadores como Raimundo Girão.
"Velhas Receitas da Cozinha Nordestina" (1963)
Esta obra resgata receitas tradicionais da culinária nordestina. A obra demonstra o interesse de Mozart pela cultura popular e sua preocupação em preservar as tradições culinárias da região. "Velhas Receitas da Cozinha Nordestina" se tornou uma obra de referência para os amantes da gastronomia nordestina e contribuiu para a valorização da cultura popular do Ceará.
"História Abreviada de Fortaleza" (1974)
Publicada em 1974 e com uma segunda edição em 1993, esta obra se tornou uma referência no estudo da história da capital cearense. Mozart, com sua vasta pesquisa, apresenta uma narrativa concisa e informativa sobre a cidade, desde sua fundação até o século XX. A obra contribuiu para a difusão do conhecimento sobre a história de Fortaleza e para a construção de uma identidade histórica para os seus cidadãos.
"No Mar de Tiberíades" (1984)
Esta obra, publicada em 1984, aborda temas religiosos e filosóficos. Mozart, com sua profunda espiritualidade, convida o leitor a uma reflexão sobre a fé, a vida e os mistérios da existência humana. A obra demonstra a versatilidade de Aderaldo e sua capacidade de abordar temas complexos com sensibilidade e erudição.
"Livros e Idéias" (1987) - Segunda série
Esta segunda coletânea de ensaios e críticas literárias, publicada em 1987, recebeu o Prêmio Estado do Ceará da Secretaria de Cultura. Mozart, com sua vasta leitura e conhecimento da literatura brasileira, analisa obras e autores de diferentes épocas, oferecendo uma visão crítica e abrangente do cenário literário nacional. A obra demonstra a importância da crítica literária para a compreensão da literatura e para o desenvolvimento da cultura.
"Retalhos Nautiquinos" (1988)
O livro conta a história do clube Náutico Atlético Cearense, desde sua fundação em 1929.
"A Praça" (1989)
Publicado em 1989 e com uma segunda edição em 1991, este livro nasceu como um protesto contra a demolição da antiga Praça do Ferreira. Mozart, com sua paixão por Fortaleza, defende a preservação do patrimônio histórico e cultural da cidade. A obra gerou um amplo debate sobre a importância da Praça do Ferreira para a identidade de Fortaleza e contribuiu para a mobilização da sociedade em favor de sua revitalização.
"O Cacto Amarelo" (1990)
Esta obra de ficção, publicada em 1990, explora temas como a seca, a migração e a luta pela sobrevivência no sertão nordestino. Mozart, com sua sensibilidade social, retrata as dificuldades enfrentadas pelos sertanejos e a força do povo nordestino diante da adversidade. "O Cacto Amarelo" contribuiu para a conscientização sobre a realidade do sertão e para a humanização da figura do sertanejo na literatura.
As obras de Mozart Soriano Aderaldo constituem um valioso patrimônio cultural para o Ceará e para o Brasil. Seu legado inspira novas gerações a cultivar o amor pela história, pela cultura e pela identidade cearense.